# Леон Кричинський
Леон Найман-Мірза-Кричинський гербу Радван (пол. Leon Najman-Mirza Kryczyński herbu Radwan; нар. 25 вересня 1887, Вільно, Російська імперія — пом. після 27 вересня 1939, біля селища Вейгерово, Польща) — громадський діяч та історик.

## Біографія
Народився 25 вересня 1887 року у Вільнюсі (Вільно) в сім'ї генерала Костянтина Кричинського, рідний брат польського громадського діяча Ольгерда Наймана-Мірзи-Кричинського. Походить із роду Кричинських.
Навчався в середніх школах Вільнюса і Смоленська. У 1911 році захистив диплом юриста в університеті Санкт-Петербурга. Під час навчання в університеті, у 1907—1910 роках він створив об'єднання студентів-мусульман, головною метою якого був збір бібліографічних матеріалів з історії татар Польщі та Литви. На початку 1918 року Леон Найман, разом із групою польсько-литовських татар, попрямував до Криму, для допомоги в становленні незалежної держави кримських татар. Він займав посаду глави канцелярії уряду Кримської Народної Республіки, пізніше працював у Крайовому уряді генерала Сулеймана (Мацея) Сулькевича. Після захоплення Криму військами Денікіна, у 1919 році, Леон Найман відправився в Азербайджан, де служив начальником секретаріату уряду Азербайджанської Демократичної Республіки. Був редактором офіційних документів уряду. У 1920 році повернувся до Вільнюса (Вільно).
У роки 1921—1932 роках працював суддею Вільнюського окружного суду, а в 1932—1935 роках був заступником голови окружного суду в Гдині. Засновник Асоціації допомоги бідним мусульманам. У 1926 році заснував бібліотеку при культурно-просвітницькому об'єднанні польсько-литовських татар у Вільнюсі. Зібрав колекцію пам'яток писемності татар Литви і Польщі. Леон Найман є автором публікацій з історії татар. Серед них особливо варто виділити такі праці як: «Російська політика в прикордонних районах», «Литовські татари в польській армії в період повстання 1831 року», «Історія мечеті у Вільно». Свої праці він публікував під псевдонімами Арслан-бей і Мурза Найманський. У 1929 році Леон Найман Мірза Кричинський очолив комітет із видання «Гербовника татарських сімей у Польщі» Станіслава Дзядулевіча. У період 1932—1938 років був редактором наукового журналу «Rocznik Tatarski». У 1930 році він був обраний членом Польського товариства сходознавства, а в 1932 році Польської краєзнавчої асоціації. На початку 1930-х років здійснив подорож по Марокко й Туреччини.
Нагороджений польським Золотим хрестом Заслуги в 1933 році й Орденом офіцерів зірки Ujsam Alauit Королівства Марокко в 1935 році.
Після окупації Польщі Німеччиною, 27 вересня 1939 року було заарештовано гестапо. Разом з іншими 12 тисячами польських інтелектуалів, був розстріляний у Пясніцком лісі біля селища Вейхерові.

## Пам'ять
У польському містечку Вейгерово (Поморське воєводство) на кладовищі Піашніца у квітні 2016 року був відкритий пам'ятник Леону Кричинському. Урочистості були організовані керівництвом воєводства, третьої бригадою Військово-морських сил у Балтійському морі, розташованої в місті Гдиня, а також Центром польських татар, що діє в цій області. Захід пройшов у відповідності з правилами високого військового протоколу. Голова Центру польських татар Єжи Шахуневіч розповів про життєвий шлях Леона Кричинського, його боротьбу за свободу Криму та Азербайджану. Е. Шахуневіч висловив подяку посольству Азербайджану в Польщі за надану підтримку.
На церемонії вшанування пам'яті Л. Кричинського були виконані християнські й мусульманські релігійні обряди. Солдати третьої бригади дали збройовий залп на честь Л. Кричинського. У рамках заходу була представлена видана посольством Азербайджану книга Вілаята Гулієва «Поляки в Азербайджанській Демократичній Республіці». Книга містить цінну історичну інформацію про братів Кричинських.

На пам'ятнику зроблено напис: 
|  | Леон-Найман-Мірза Кричинський (1887—1939). Правознавець, письменник, мандрівник. Активний учасник руху за незалежність Криму і Азербайджану. Основоположник культурного відродження польських татар. Загинув при виконанні обов'язків як татарин, поляк, мусульманин, європеєць, громадянин Республіки Польща. Татари, Піашніца 10.10.2015 |

## Вибрані твори
- Bibliografja do historji Tatarów w Polsce za lata 1922—1932, Wilno 1932.
- Pod słońcem Marokka, Wilno 1934.
- Sous le soleil du Maroc. Impressions de voyage, Varsovie 1934.
- (współautor: Stanisław Kryczyński) Tatarzy w Słonimiu, Wrocław 1988.
- Historia meczetu w Wilnie (próba monografii), red. Musa Czachorowski, Wrocław 2012.